# NGC 6821
NGC 6821 је спирална галаксија у сазвежђу Орао која се налази на NGC листи објеката дубоког неба.
Деклинација објекта је - 6° 50' 4" а ректасцензија 19h 44m 24,2s. Привидна величина (магнитуда) објекта NGC 6821 износи 13,1 а фотографска магнитуда 13,8. Налази се на удаљености од 22,5000 милиона парсека од Сунца. NGC 6821 је још познат и под ознакама MCG -1-50-2, IRAS 19417-0657, PGC 63594.